# Laurent Marion
Laurent Marion, né le 7 juin 1983 à Montpellier, est un comédien, musicien et chanteur français.

## Biographie
Après avoir passé un Bac littéraire à Montpellier, Laurent Marion rejoint Paris et s'inscrit au Cours Florent en 2002 et il se forme aussi dans une troupe de commedia dell’arte : « Viva la commedia », dirigée par Anthony Magnier.
En 2008, il décroche le rôle de Stan dans la série musicale Chante !, pour quatre saisons diffusées sur France 2.
En 2009, il compose les musiques et chansons de deux spectacles : Pestacle et Qu’est-ce qu’on va faire de toi ?, de la compagnie ACM, avec lequel il remporte le prix « Paris jeunes talents » (catégorie spectacle vivant).
Il apparaît dans le clip We & I de Captain Kid réalisé par Josselin Mahot.
En 2011, il apparaît dans la cinquième saison de la série estivale Cœur Océan, diffusée sur France 2. Il joue le rôle de Micka, ami et collègue de Tara (Murielle Hilaire).

## Filmographie
(novembre 2021).
La mise en forme du texte ne suit pas les recommandations de Wikipédia : il faut le « wikifier ».
Les points d'amélioration suivants sont les cas les plus fréquents. Le détail des points à revoir est peut-être précisé sur la page de discussion.
- Les titres sont pré-formatés par le logiciel. Ils ne sont ni en capitales, ni en gras.
- Le texte ne doit pas être écrit en capitales (les noms de famille non plus), ni en gras, ni en italique, ni en « petit »…
- Le gras n'est utilisé que pour surligner le titre de l'article dans l'introduction, une seule fois.
- L'italique est rarement utilisé : mots en langue étrangère, titres d'œuvres, noms de bateaux, etc.
- Les citations ne sont pas en italique mais en corps de texte normal. Elles sont entourées par des guillemets français : « et ».
- Les listes à puces sont à éviter, des paragraphes rédigés étant largement préférés. Les tableaux sont à réserver à la présentation de données structurées (résultats, etc.).
- Les appels de note de bas de page (petits chiffres en exposant, introduits par l'outil «  Source ») sont à placer entre la fin de phrase et le point final[comme ça].
- Les liens internes (vers d'autres articles de Wikipédia) sont à choisir avec parcimonie. Créez des liens vers des articles approfondissant le sujet. Les termes génériques sans rapport avec le sujet sont à éviter, ainsi que les répétitions de liens vers un même terme.
- Les liens externes sont à placer uniquement dans une section « Liens externes », à la fin de l'article. Ces liens sont à choisir avec parcimonie suivant les règles définies. Si un lien sert de source à l'article, son insertion dans le texte est à faire par les notes de bas de page.
- La présentation des références doit suivre les conventions bibliographiques. Il est recommandé d'utiliser les modèles {{Ouvrage}}, {{Chapitre}}, {{Article}}, {{Lien web}} et/ou {{Bibliographie}}. Le mode d'édition visuel peut mettre en forme automatiquement les références.
- Insérer une infobox (cadre d'informations à droite) n'est pas obligatoire pour parachever la mise en page.

Pour une aide détaillée, merci de consulter Aide:Wikification.
Si vous pensez que ces points ont été résolus, vous pouvez retirer ce bandeau et améliorer la mise en forme d'un autre article.
- 2003 : Rascagnes (voix)
- 2003 : Bienvenue chez les Rozes de Francis Palluau
- 2004 : La Grosse Ligne rouge
- 2008 : Cinq Sœurs (saison 1) : Lucas
- 2008 : Tranche de vie
- 2008 : Samantha oups ! (saison 5)
- 2009 : Du soufre à l'encens les sentiments
- 2009 : Demain, il fera jour
- 2009 - 2010 : Chante ! (saison 2 à 4) : Stan
- 2011 : Camping Paradis (saison 2, épisode 6) : Elvis
- 2011 : Cœur Océan (saison 5) : Mika
- 2011 : Débordements de Thibaut Buccellato
- 2012 :  Lignes de vie : Franck
- 2012 : Je suis comme vous de Thibaut Buccellato
- 2013 : Je suis une rencontre de Thibaut Buccellato
- 2017: La Fête des mères de Marie-Castille Mention-Schaar : Professeur de claquette
- 2019: La Belle Époque de Nicolas Bedos : Employé de bureau

## Musique
- 2005 : Coups de foudre
- 2011 : Chante ! BO saison 4
- 2011 : Chante ! BO saison 5
- 2011 : Hair, faites l'amour : Claude Bukowski[3]

## Théâtre
- 2003 : Heureusement qu'on s'aime
- 2004 : La Princesse folle texte et mise en scène Anthony Magnier et Carlo Boso - Compagnie Viva la commedia
- 2007 : Arlequin valet de deux maîtres de Carlo Goldoni
- 2007 : Great date
- 2007 : Cantando-cantando
- 2007 : Fuente Ovejuna
- 2007 : Mystero Buffo de Dario Fo
- 2007 : La Fausse Suivante de Marivaux
- 2009 : Pestacle
- 2009 : Qu'est-ce qu'on va faire de toi

## Publicité
- SNCF
- Xbox
- McDonald's
- Intermarché